# 55.ª edición de los Premios Óscar
La 55.ª edición de los Óscar premió a las mejores películas de 1982. Organizada por la Academia de Artes y Ciencias Cinematográficas, tuvo lugar en el Dorothy Chandler Pavilion de Los Ángeles el 11 de abril de 1983. La ceremonia fue presentada por Liza Minnelli, Dudley Moore, Richard Pryor y Walter Matthau.
E.T., el extraterrestre  se convirtió en la tercera película de ciencia ficción en ser nominada al Óscar a mejor película el cual solo ganaría cuatro premios en apartados técnicos, fue la última edición del Óscar en el que se nomina a una película de dicho género en la categoría principal, hasta la 82.ª edición celebrada en 2010.
Por otro lado, Das Boot logró 6 nominaciones (sin conseguir la de mejor película) convirtiéndola en ese entonces en la película de habla no inglesa con más nominaciones en la historia del Óscar, también ostentó el récord de ser la película alemana con más nominaciones a este gremio hasta Sin novedad en el frente que la superó con 9 nominaciones incluyendo su histórica nominación a mejor película para una producción alemana en 2023.

## Candidaturas

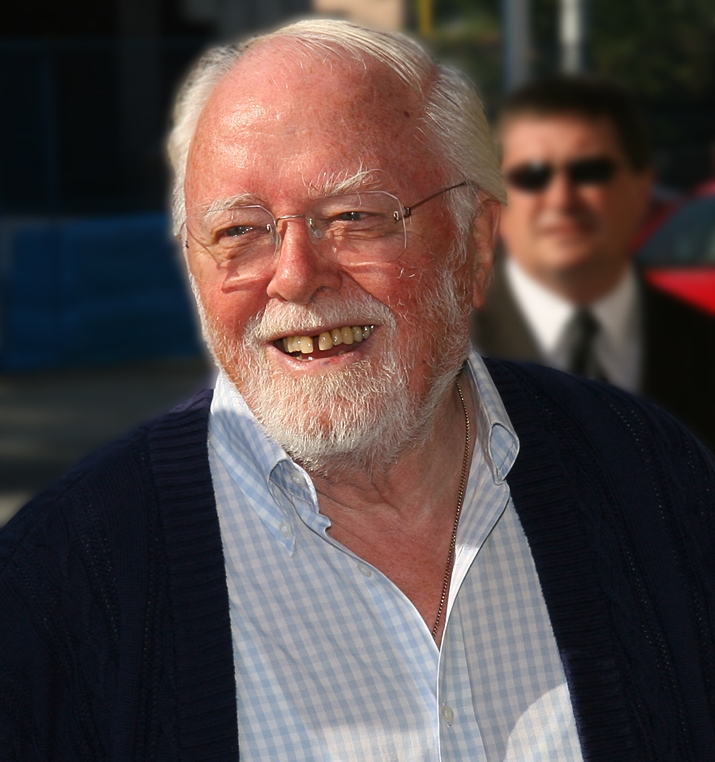
Richard Attenborough fue el ganador del Óscar al mejor director por Gandhi.

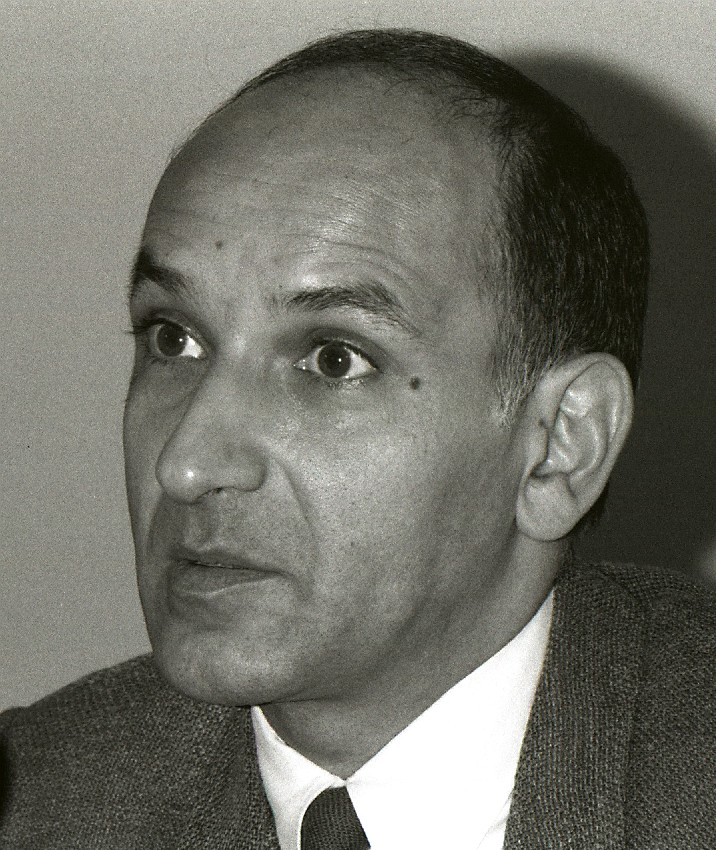
Ben Kingsley fue el ganador del Óscar al mejor actor por Gandhi.

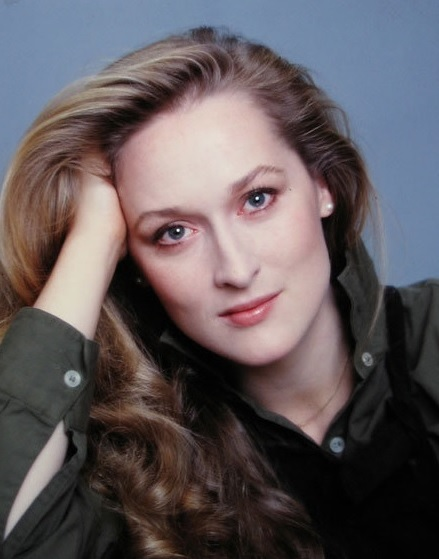
Meryl Streep fue la ganadora del Óscar a mejor actriz por La decisión de Sophie.

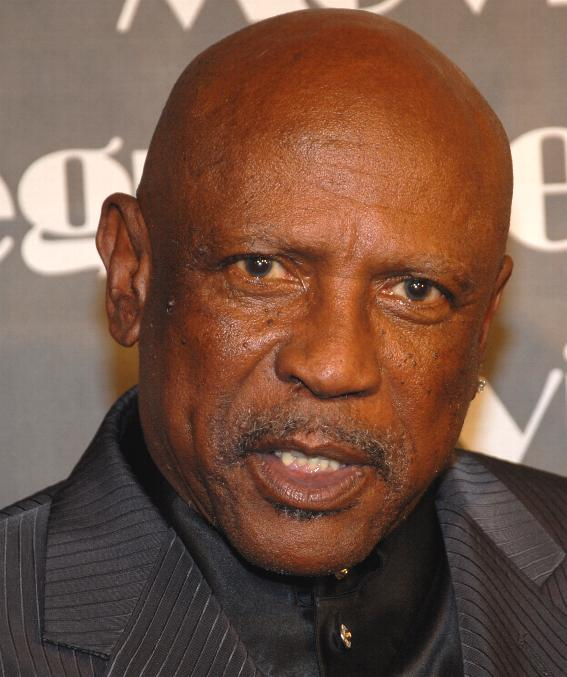
Louis Gossett, Jr. fue el ganador del Óscar a mejor actor de reparto por An Officer and a Gentleman.

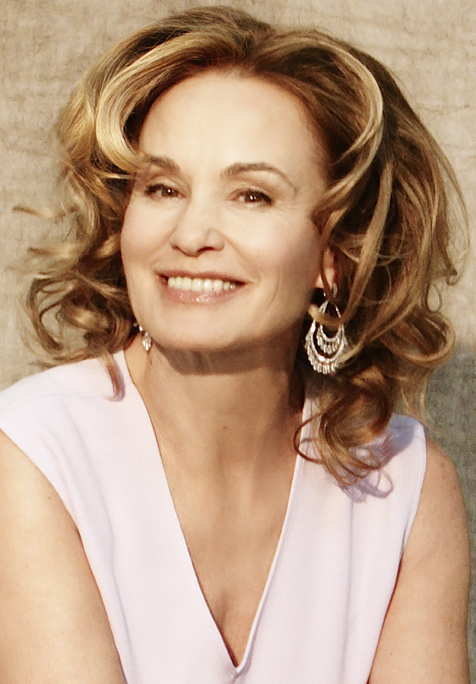
Jessica Lange fue la ganadora del Óscar a la mejor actriz de reparto por Tootsie.

Indica el ganador dentro de cada categoría. se indican los presentadores.
| Mejor película Presentado por: Carol Burnett | Mejor director Presentado por: Billy Wilder |
| --- | --- |
| Gandhi — Richard Attenborough productor | Richard Attenborough — Gandhi productor |
| - E.T. the Extra-Terrestrial (E.T., el extraterrestre) — Steven Spielberg y Kathleen Kennedy productores - Missing (Desaparecido) — Edward Lewis y Mildred Lewis productores - Tootsie — Sydney Pollack y Dick Richards productores - The Verdict (Veredicto final) — David Brown y Richard D. Zanuck productores | - Sidney Lumet — The Verdict (Veredicto final). - Wolfgang Petersen — Das Boot (El submarino). - Sydney Pollack — Tootsie. - Steven Spielberg — E.T. the Extra-Terrestrial (E.T., el extraterrestre). |
| Mejor actor Presentado por: John Travolta | Mejor actriz Presentado por: Sylvester Stallone |
| Ben Kingsley — Gandhi como Mahatma Gandhi | Meryl Streep — Sophie's Choice (La decisión de Sophie) como Zofia "Sophie" Zawistowski |
| - Dustin Hoffman — Tootsie como Michael Dorsey/Dorothy Michaels - Jack Lemmon — Missing (Desaparecido) como Edmund Horman - Paul Newman — The Verdict (Veredicto final) como Frank Galvin - Peter O'Toole — My Favorite Year (Mi año favorito) como Alan Swann | - Julie Andrews — Victor Victoria como Victoria Grant/Conde Victor Grazinski - Jessica Lange — Frances como Frances Farmer - Sissy Spacek — Missing (Desaparecido) como Beth Horman - Debra Winger — An Officer and a Gentleman (Oficial y caballero) como Paula Pokrifki |
| Mejor actor de reparto Presentado por: Susan Sarandon y Christopher Reeve | Mejor actriz de reparto Presentado por: Robert Mitchum y Sigourney Weaver |
| Louis Gossett, Jr. — An Officer and a Gentleman (Oficial y caballero) como Sargento Emil Foley | Jessica Lange — Tootsie como Julie Nichols |
| - Charles Durning — The Best Little Whorehouse in Texas como el Gobernador - John Lithgow — The World According to Garp (El mundo según Garp) como Roberta Muldoon - James Mason — The Verdict (Veredicto final) como Ed Concannon - Robert Preston — Victor Victoria como Carol "Toddy" Todd | - Glenn Close — The World According to Garp (El mundo según Garp) como Jenny Fields - Teri Garr — Tootsie como Sandra "Sandy" Lester - Kim Stanley — Frances como Lillian Van Ornum Farmer - Lesley Ann Warren — Victor Victoria como Norma Cassidy |
| Mejor guion original Presentado por: Philip Dunne | Mejor guion adaptado Presentado por: Philip Dunne |
| Gandhi — John Briley. | Missing (Desaparecido) — Costa-Gavras y Donald Stewart basado en el libro The Execution of Charles Horman: An American Sacrifice de Thomas Hauser |
| - An Officer and a Gentleman (Oficial y caballero) — Douglas Day Stewart. - Diner — Barry Levinson. - E.T. the Extra-Terrestrial (E.T., el extraterrestre) — Melissa Mathison. - Tootsie — Larry Gelbart, Murray Schisgal y Don McGuire. | - Das Boot (El submarino) — Wolfgang Petersen basado en la novela de Lothar G. Buchheim - Sophie's Choice (La decisión de Sophie) — Alan J. Pakula basado en la novela de William Styron - The Verdict (Veredicto final) — David Mamet basado en la novela de Barry Reed - Victor Victoria — Blake Edwards basado en la película Viktor und Viktoria de Reinhold Schünzel                                                         |
| Mejor película extranjera (de habla no inglesa) Presentado por: Luise Rainer y Jack Valenti | Mejor canción original Presentado por: Olivia Newton-John |
| Volver a empezar (España) — José Luis Garci | «Up Where We Belong» — An Officer and a Gentleman (Oficial y caballero); Música por Jack Nitzsche y Buffy Sainte-Marie; Letra por Will Jennings. |
| - Alsino y el cóndor (Nicaragua) — Miguel Littín. - Coup de torchon (Francia) — Bertrand Tavernier. - Ingenjör Andrées luftfärd (El vuelo del águila) (Suecia) — Jan Troell. - Chastnaya zhizn (Vida privada) (URSS) — Yuli Raizman. | - «Eye of the Tiger» — Rocky III; Música y Letra por Jim Peterik y Frankie Sullivan. - «How Do You Keep the Music Playing?» — Best Friends (Amigos muy íntimos); Música de Michel Legrand; Letra de Alan y Marilyn Bergman. - «If We Were In Love» — Yes, Giorgio (Sí, Giorgio); Música de John Williams; Letra de Alan y Marilyn Bergman. - «It Might Be You» — Tootsie; Música de Dave Grusin; Letra de Alan y Marilyn Bergman. |
| Mejor documental largo Presentado por: JoBeth Williams y David L. Wolper | Mejor documental corto Presentado por: JoBeth Williams y David L. Wolper |
| Just Another Missing Kid — John Zaritsky. | If You Love This Planet — Edward Le Lorrain y Terre Nash. |
| - A Portrait of Giselle — Joseph Wishy. - After the Axe — Sturla Gunnarsson y Steve Lucas. - Ben's Mill — John Karol y Michel Chalufour. - In Our Water — Meg Switzgable. | - Gods of Metal — Robert Richter. - The Klan: A Legacy of Hate in America — Charles Guggenheim y Werner Schumann. - To Live or Let Die — Freida Lee Mock. - Traveling Hopefully — John G. Avildsen. |
| Mejor cortometraje Presentado por: Matt Dillon y Kristy McNichol | Mejor cortometraje animado Presentado por: Matt Dillon y Kristy McNichol |
| A Shocking Accident — Christine Oestreicher. | Tango — Zbigniew Rybczyński. |
| - Ballet Robotique — Bob Rogers. - Split Cherry Tree — Jan Saunders. - Sredni Vashtar — Andrew Birkin. - The Silence — Michael Toshiyuki Uno y Joseph Benson. | - The Great Cognito — Will Vinton. - The Snowman — John Coates. |
| Mejor banda sonora original Presentado por: Cher y Plácido Domingo | Mejor banda sonora coreada original y su adaptación o banda sonora adaptada Presentado por: Cher y Plácido Domingo |
| E.T. the Extra-Terrestrial (E.T., el extraterrestre) — John Williams. | Victor Victoria — Henry Mancini y Leslie Bricusse. |
| - An Officer and a Gentleman (Oficial y caballero) — Jack Nitzsche. - Gandhi — Ravi Shankar y George Fenton. - Sophie's Choice (La decisión de Sophie) — Marvin Hamlisch. - Poltergeist — Jerry Goldsmith. | - Annie — Ralph Burns. - One from the Heart (Corazonada) — Tom Waits. |
| Mejor sonido Presentado por: Lisa Eilbacher y David Keith | Mejor edición de sonido Presentado por: Jamie Lee Curtis y Carl Weathers |
| E.T. the Extra-Terrestrial (E.T., el extraterrestre) — Robert Knudson, Robert Glass, Don Digirolamo y Gene Cantamessa. | E.T. the Extra-Terrestrial (E.T., el extraterrestre) — Charles L. Campbell y Ben Burtt. |
| - Das Boot (El submarino) — Milan Bor, Trevor Pyke y Mike Le-Mare. - Gandhi — Gerry Humphreys, Robin O'Donoghue, Jonathan Bates y Simon Kaye. - Tootsie — Arthur Piantadosi, Les Fresholtz, Dick Alexander y Les Lazarowitz. - Tron — Michael Minkler, Bob Minkler, Lee Minkler y Jim La Rue. | - Das Boot (El submarino) — Mike Le-Mare. - Poltergeist — Stephen Hunter Flick y Richard L. Anderson. |
| Mejor dirección artística Presentado por: Margot Kidder y William Shatner | Mejor fotografía Presentado por: Michael Keaton y Nastassja Kinski |
| Gandhi — Dirección artística: Stuart Craig y Bob Laing; Diseño de decorados: Michael Seirton. | Gandhi — Billy Williams y Ronnie Taylor. |
| - Annie – Dirección artística: Dale Hennesy; Diseño de decorados: Marvin March. - Blade Runner — Dirección artística: Lawrence G. Paull y David L. Snyder; Diseño de decorados: Linda DeScenna. - La traviata — Dirección artística: Franco Zeffirelli; Diseño de decorados: Gianni Quaranta. - Victor Victoria — Dirección artística: Rodger Maus, Tim Hutchinson y William Craig Smith; Diseño de decorados: Harry Cordwell. | - Das Boot (El submarino) — Jost Vacano. - E.T. the Extra-Terrestrial (E.T., el extraterrestre) — Allen Daviau. - Sophie's Choice (La decisión de Sophie) — Néstor Almendros. - Tootsie — Owen Roizman. |
| Mejor maquillaje Presentado por: Jane Russell y Cornel Wilde | Mejor diseño de vestuario Presentado por: Steve Guttenberg y Ann Reinking |
| La Guerre du feu — Sarah Monzani y Michèle Burke. | Gandhi — John Mollo y Bhanu Athaiya. |
| - Gandhi — Tom Smith. | - Sophie's Choice (La decisión de Sophie) — Albert Wolsky. - La traviata — Piero Tosi. - Tron — Elois Jenssen y Rosanna Norton. - Victor Victoria — Patricia Norris. |
| Mejor montaje Presentado por: Tom Selleck y Raquel Welch | Mejores efectos visuales Presentado por: Elizabeth McGovern y Eddie Murphy |
| Gandhi — Jim Clark. | E.T. the Extra-Terrestrial (E.T., el extraterrestre) — Carlo Rambaldi, Dennis Muren y Kenneth F. Smith. |
| - An Officer and a Gentleman (Oficial y caballero) — Peter Zinner. - Das Boot (El submarino) — Hannes Nikel. - E.T. the Extra-Terrestrial (E.T., el extraterrestre) — Carol Littleton. - Tootsie — Fredric Steinkamp y William Steinkamp. | - Blade Runner — Douglas Trumbull, Richard Yuricich y David Dryer. - Poltergeist — Richard Edlund, Michael Wood y Bruce Nicholson. |

### Óscar Honorífico
- Mickey Rooney

### Premio Humanitario Jean Hersholt
- Walter Mirisch

## Premios y nominaciones múltiples
| Película                                             | Nominaciones | Premios |
| ---------------------------------------------------- | ------------ | ------- |
| Gandhi                                               | 11           | 8       |
| E.T., el extraterrestre (E.T. the Extra-Terrestrial) | 9            | 4       |
| Oficial y Caballero (An Officer and a Gentleman)     | 6            | 2       |
| Tootsie                                              | 11           | 1       |
| Victor Victoria                                      | 7            | 1       |
| La decisión de Sophie (Sophie's Choice)              | 5            | 1       |
| Desaparecido (Missing)                               | 4            | 1       |
| La Guerre du feu (La Guerre du feu)                  | 1            | 1       |
| Volver a empezar                                     | 1            | 1       |
| El submarino] (Das Boot)                             | 6            | 0       |
| Veredicto final (The Verdict)''                      | 5            | 0       |
| Mefisto                                              | 1            | 1       |
| Poltergeist                                          | 3            | 0       |
| Annie                                                | 2            | 0       |
| Blade Runner                                         | 2            | 0       |
| Frances                                              | 2            | 0       |
| El mundo según Garp (The World According to Garp)    | 2            | 0       |
| La traviata                                          | 2            | 0       |
| Tron                                                 | 2            | 0       |

## Curiosidades
Un hecho irrepetible de los Premios Óscar se dio en esta edición, cuando el director de Gandhi, Richard Attenborough, declaró en el momento que subió a recibir el Premio a Mejor Película: «Yo estaba seguro de que no únicamente E.T. podría ganar, sino de que ganaría. Fue inventiva, poderosa, y maravillosa. Yo hago películas más mundanas».